# Henry Bentinck (1er duc de Portland)
Henry Bentinck, 1er duc de Portland (17 mars 1682 - 4 juillet 1726), titré vicomte Woodstock de 1689 à 1709, est un homme politique britannique et un homme d'État colonial.

## Biographie
Il est le fils de Hans Willem Bentinck (1er comte de Portland), et Anne née Villiers. Sa mère appartient à l'éminente famille Villiers, fille aînée de Sir Edward Villiers (1620-1689) et sœur d'Edward Villiers (1er comte de Jersey) .
Dans sa jeunesse, il fait le Grand Tour à travers l’Europe, en passant par l’Italie et l’Allemagne en compagnie de Paul de Rapin ,. Le 9 juin 1704, il épouse Lady Elizabeth Noel, fille de Wriothesley Baptist Noel, 2e comte de Gainsborough et de Catherine Greville à Chiswick. Ils ont sept enfants:
- William Bentinck (2e duc de Portland) (1709-1762)
- Lord George Bentinck (1715-1759), soldat
- Lady Anne (décédée en 1749), épouse le colonel Daniel Paul
- Lady Amelia Catharina (décédée en 1756), mariée à Jacob van Wassenaer, Heer van Hazerswoude-Waddingsveen
- Lady Isabella (décédée en 1783), épouse Henry Monck, oncle de Charles Monck (1er vicomte Monck) ; leur fille Elizabeth épouse le 1er marquis de Waterford.

En 1705, il entre au Parlement en tant que député de Southampton et occupe ce siège jusqu'en 1708, date à laquelle il est réélu pour Hampshire. En 1709, il quitte la Chambre des Communes pour les Lords après avoir hérité du comté de son père, est nommé colonel de la 1re troupe de gardes à cheval un an plus tard et est élevé dans la pairie en tant que marquis de Titchfield et duc de Portland en 1716. En 1719, il est l'un des principaux abonnés de la Royal Academy of Music (1719), une société qui produit des opéras baroques sur scène.
En 1721, il accepte le poste de gouverneur de la Jamaïque, qui n'est pas très prestigieux, mais il l'accepte néanmoins après avoir perdu une énorme somme d'argent dans la bulle de la Compagnie de la mer du Sud l'année précédente. Il meurt en 1726 à Spanish Town et son corps est renvoyé en Angleterre pour y être enterré à l'Abbaye de Westminster sous la voûte des ducs d'Ormond .